# Gerard Oliva
Gerard Oliva Gorgori (ur. 7 października 1989 w Riudecanyes) – hiszpański piłkarz występujący na pozycji napastnika ,aktualnie bez klubu.

## Kariera klubowa
Grę w piłkę nożną rozpoczął w wieku 13 lat w UEB Santes Creus. Następnie trenował w szkółkach Gimnàstic Tarragona oraz CF Reus Deportiu. W połowie 2008 roku rozpoczął występy w CD Logroñés (Tercera División), które opuścił po jednej rundzie z powodu problemów finansowych klubu. W styczniu 2009 roku przeniósł się do włoskiej Calcio Catanii, gdzie grał w rozgrywkach Primavery. Po powrocie do Hiszpanii został zawodnikiem rezerw CD Numancii. Przez kolejne dwa lata zaliczył w barwach tego klubu 12 spotkań w Tercera División oraz 3 mecze w pierwszym zespole w Segunda División. Przed sezonem 2010/11 przeniósł się do Atlético Madryt B, dla którego zdobył 19 bramek w 61 występach. Jesienią 2013 roku grał w SD Huesca, gdzie rozegrał 8 spotkań.
W styczniu 2014 roku Oliva podpisał półroczną umowę z SV Ried. 8 lutego zadebiutował w Bundeslidze w wygranym 2:1 meczu z SC Wiener Neustadt, w którym strzelił gola. Pod koniec sezonu 2013/14 władze SV Ried ogłosiły, że nie zdecydowały się przedłużyć jego kontraktu. Łącznie rozegrał on w austriackiej ekstraklasie 15 spotkań, w których zdobył 1 bramkę. Od sezonu 2014/15 występował w klubach grających na poziomie Segunda División B: Realu Murcia, SD Compostela, CE L'Hospitalet, CF Badalona, CD Atlético Baleares oraz UCAM Murcia CF.
W lipcu 2018 roku związał się umową z Cracovią prowadzoną przez Michała Probierza. 21 lipca 2018 zadebiutował w Ekstraklasie w przegranym 1:3 spotkaniu ze Śląskiem Wrocław, w którym zdobył gola. Dwa tygodnie później w meczu przeciwko Arce Gdynia (0:0) zerwał więzadło krzyżowe przednie. Udał się na leczenie do Barcelony, gdzie przeszedł rekonstrukcję uszkodzonego więzadła. W trakcie rehabilitacji pojawiła się konieczność drugiej operacji, o której nie poinformował on władz klubu, co w konsekwencji zakończyło się odsunięciem go od składu pierwszej drużyny.